# Sant Antoni de Portmany

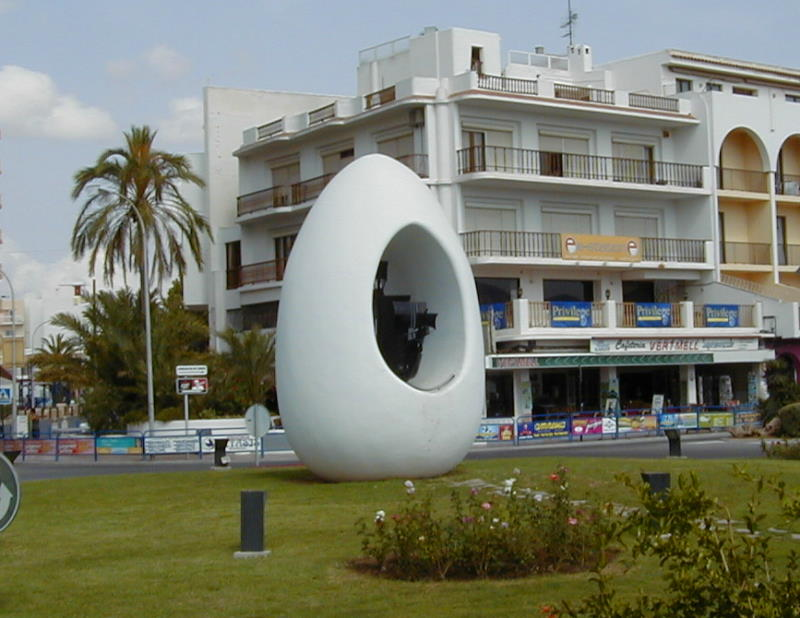
Pomnik jajka Kolumba na Ibizie

Sant Antoni de Portmany (hiszp. San Antonio Abad) – miasto leżące na zachodnim wybrzeżu Ibizy. Do 1986 roku nosiło hiszpańską nazwę San Antonio Abad. W 1986 roku zdecydowano o przywróceniu katalońskiej nazwy Sant Antoni de Portmany.
W latach 90. odsłonięto w mieście pomnik jajka Kolumba.